# リレー走

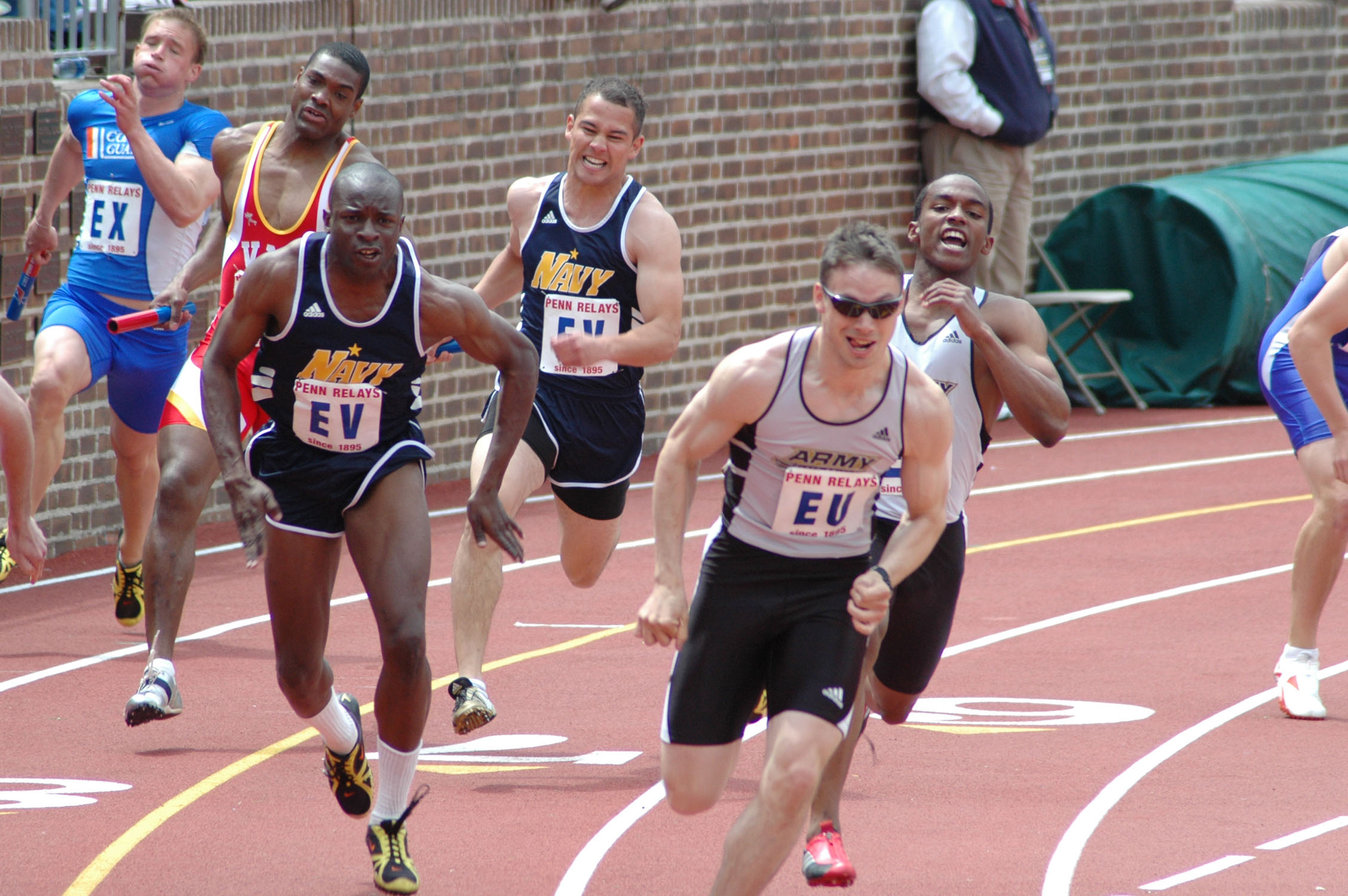
400mリレー走
バトンパスを行う選手

リレー走（リレーそう）とは、陸上競技のうちリレーしながら走る競技の総称。継走（けいそう）とも称する。ただし、通常、駅伝は含めない。

## 概要
個人競技と言われる陸上競技の中では数少ない団体種目。
第1走者から第4走者までの4人でバトンを渡しつないで走り、そのタイムを競う。バトンは通常、約30cmほどの縦長の円筒形で、継ぎ目のない木材、金属その他の硬い材質が使われる。短距離走の得意な選手が参加することが多い。
第2走者以降は予め加速してからバトンを受け取るため、単純に4人の記録を合計した数値よりも速い記録が出ることが多い。スウェーデンリレーを除いて各走者は全体の距離を等分して担当し、バトンパスは定められた30mまたは20mの区間（テイクオーバーゾーン）内で行う必要があるため、各走者の距離の配分を自由に変えることはできない。
バトンワークの技術の優劣が最終的なタイムに大きく影響するため、各個人の走力は劣ってもバトンパスの技術の高いチームのほうが、各走者個人の走力で優るチームよりも良い記録を出すことが十分に可能であり、その点がリレー競技の醍醐味でもある。
バトンを受け渡す際に落としてしまった場合、バトンパスが完了していない状態のバトンは渡し手（前走者）が拾わなくてはならない。バトンパスが完了し、受け手（後走者）が唯一の保持者となった後にバトンを落としたら、受け手が拾わなくてはならない。

## リレー走の種類
400メートルリレー走
男子・女子・混合がある。4人の走者でトラック1週を継走する種目で、オリンピックを初めとする主要大会以外にも、運動会などの種目としても実施されることが多い。
他のリレー種目に比べ１人当たりが走る距離も100mと短い為、標準的な種目といえる。
陸上競技関係者の間では、400mを継走する事から｢4継(ヨンケイ)｣と省略され呼ばれることが多い。
800メートルリレー走
1人トラック半周（200m）を走りバトンを繋ぐリレー種目。第3走者からオープンレーンになる特徴がある。
2002年までは、400メートルリレー走とともに中学男子の公式種目として実施されていたが、2003年からは400メートルリレー走に一本化され実施されなくなった。
国内では各地方の競技会などで実施される程度にまで実施される機会が少なくなったが、国際的にはかつて世界リレーの実施種目になっていた。
陸上競技関係者の間では、800mを継走する事から｢8継(ハチケイ、ハッケイ)｣と省略され呼ばれることが多い。
1600メートルリレー走
1人トラック1周（400m）を走りバトンを繋ぐリレー種目。第2走者からオープンレーンになる。
走る合計距離が1600m(＝約1マイル)であることから、陸上競技関係者の間では｢マイル（マイルリレー）｣と呼ばれることが多い。
陸上競技の大会では主に最終種目として実施される事が多い。（中学の場合は400メートルリレー走）
男女混合は2015年世界ユース選手権から行われており、2021年現在男女混合種目としては唯一世界記録および日本記録が公認される。
3200メートルリレー走
1人トラック2周（800m）を走りバトンを繋ぐリレー種目。
1600メートルリレー走までは第1走者がスターティングブロックを利用してスタートするのに対し、3200メートルリレー走からはスタンディングスタートになる。
オープンレーンも第1走者からになる。
国内では実施される事が少ない種目で、国際的にもオリンピックや世界選手権などの主要大会では実施されていないが、一時期世界リレーの実施種目になっていた。
6000メートルリレー走
1人トラック3周と300m（1500m）を走りバトンを繋ぐリレー種目。
主に大学や地方の陸上競技協会が主催する記録会などで実施される種目で、オリンピックや国内の主要大会では大会日程などの問題もあることからか、ほとんど実施されていない。
世界リレーでは第1回のみで実施されていたが、第2回大会以降は実施されていない。
スウェーデンリレー
他のリレー種目と異なり、走者全員が走る距離が違うリレー種目。
第1走者から順に100mごと距離が長くなり、最終的に第4走者は400mを走る。
種目名の由来は、スウェーデンで当種目が盛んに実施されていたことに由来するが、大会によってこの種目の呼称がまちまちで、「スウェーディッシュリレー」や「1000メートルリレー走」、「メドレーリレー」などと呼ばれることもある。
ディスタンスメドレーリレー
第1走者から順に1200m→400m→800m→1600mの順に継走する、リレー種目の中でも異色の種目。
中長距離選手向けのスウェーデンリレーなどと呼ばれる事もある。
国内では実施された事例は少ない。世界リレーの第2回大会で6000メートルリレー走に代わり新種目として採用されたが、第3回以降は実施されていない。
スプリントメドレーリレー
基本的には800mか1600mを4人で継走するが、4人の走者のうち、2人が短い距離を走り、残り2人が異なる長い距離を走るという種目。
800mの場合は100mが2人、残り2人は200mと400mそれぞれを継走し、1600mの場合は200mが2人、残り2人は400mと800mをそれぞれ継走する。
その異色さ故に、他のリレー種目よりも実施される事が極めて少ないが、運動会などで数名だけ距離を長く走るリレーに関しては、このスプリントメドレーリレーに含まれる。
また、1000mのバリエーションもあるが、1000mに関してはスウェーデンリレーと別枠で扱われる事が多い。
2×2×400mリレー
混合。男女1人ずつの2人のチームで競う競技で、2人の選手が400mを2回走る。男女どちらから走っても良いが交互に2回ずつ走る事とする。スタートはスタンディングスタートで行い、第1走者1周目の途中からオープンレーンとなる。世界リレーの2019年横浜大会と2021年ホジュフ大会で行われた。
シャトルハードルリレー
男子・女子・混合がある。男女２人ずつ計４人が男女交互に直線の110mハードルを走る。バトンは使用しない。第一走者は女子からとなる。第二走者の男子は女子のゴール地点で反対向きでスタートブロックについて用意しており女子がゴールラインを超えた時点でスタートできる。世界リレーの2019年横浜大会と2021年ホジュフ大会で行われた。

## その他
- 学校の体育の授業でも登場し、体育祭や運動会には欠かせない種目の一つである。これらは主に学校のグラウンドを利用して行うことからスタートからオープンレーン、コーナートップ制で行われることが多い。内容も選抜チーム対抗だったり、走順によって距離や学年、性別などの指定があったりすることもある。
- 体育の授業などでは、「前走者は左手で渡し、次走者は右手で受ける」というバトンパスの指導が主流であり、体育の教科書にも明示されている。しかし、①次走者はトラックの内側を向いて構えることから、前走者がコーナーを走ってくる様子を直前まで見ることができる②前走者はバトンを渡した後、トラックの外側のレーンにはみ出すことを防ぐことができる③インコースが空いたことに気づきやすい等の理由から、「前走者は右手で渡し，次走者は左手で受けるようにする」方法も取り入れられており、スポーツ庁「小学校体育（運動領域）指導の手引」でも紹介されている。「右手渡し左手受け」の有効性については、『体育科教育』（大修館書店）2012年10月号において、仙台市の教員太田健二によって提唱された。